# Nyinahin
Nyinahin (Yenahim, Yinahin) – miasto i stolica dystryktu Atwima Mponua w regionie Ashanti w Ghanie; leży 32 km na zachód od Kumasi i 47 km na południe od Sunyani.
W mieście znajduje się szpital, szkoła podstawowa i gimnazjum.